# Rafał Błocian
Rafał Błocian (ur. 11 marca 1986) – polski lekkoatleta, sprinter reprezentujący klub Krokus Leszno.

## Osiągnięcia
- srebro mistrzostw świata juniorów młodszych (sztafeta szwedzka, Sherbrooke 2003)
- srebrny medal mistrzostw Europy juniorów (sztafeta 4 x 400 m, Tampere 2003)

## Rekordy życiowe
- bieg na 60 m  - 6,90 (2009)
- bieg na 100 m - 10,64 (2007)
- bieg na 200 m - 21,19 (2009)
- bieg na 300 m - 34,42 (2007)
- bieg na 400 m - 47,86 (2003)